# Statocyt

Statocyt in vertikaler Position: 1 Zellwand 2 Endoplasmatisches Reticulum 3 Plasmodesmen 4 Zellkern 5 Mitochondrium 6 Cytoplasma 7 Statolith 8 Wurzel 9 Wurzelhaube 10 Statocyt; g Erdbeschleunigung (Vektor)

Statocyten sind spezialisierte Zellen die unter anderem bei Pflanzen in der Wurzelspitze oder bei Mollusken (Weichtiere) vorkommen und die der Wahrnehmung der Schwerkraft dienen (Graviperzeption). Bei Pflanzen verlagern sich schwere Partikel – in der Regel Amyloplasten („Statolithenstärke“) – auf die Unterseite der Zelle. Dies wird registriert und die Wuchsrichtung von der Pflanze entsprechend angepasst.